# Cabiyarí jezik
Cabiyarí jezik (ISO 639-3: cbb; cabiuarí, cauyarí, kauyarí, cuyare, kawillary, kawiyarí, kawiarí, kabiyarí), sjevernoaravački jezik kojim govori 310 ljudi (2001) iz plemena Cabiyarí s rijeke Cananarí u Kolumbijskim departmanima Amazonas i Vaupés.

## Mali rječnik
Engleski/Francuski/Španjolski/Hrvatski... 	Cabiyari
- Two/Deux/Dos/dva...	Chumaaka
- Five/Cinq/Cinco/pet...	Yawakapi
- Man/Homme/Hombre/čovjek... 	Tiyare
- Dog/Chien/Perro/pas...	Chaawi
- Sun/Soleil/Sol/sunce...	Eri
- Moon/Lune/Luna/mjesec... Kheeri
- Water/Eau/Agua/voda...	Huuni
- Fire/Feu/Fuego/vatra...	Hirari
- House/Maison/Casa/kuća...	Paneti

## Vanjske poveznice
- Ethnologue (14th)
- Ethnologue (15th)